# Mykola Pyltschykow

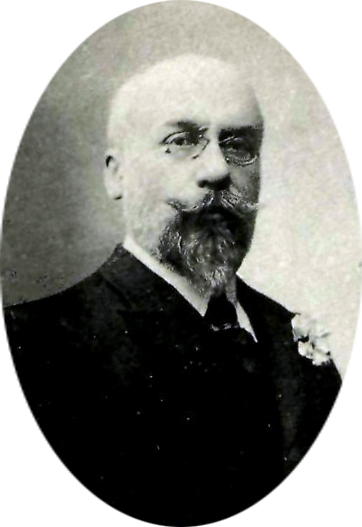
Mykola Pyltschykow 1905

Mykola Dmytrowytsch Pyltschykow (* 9. Maijul. / 21. Mai 1857greg. in Poltawa, Gouvernement Poltawa, Russisches Kaiserreich; † 6. Maijul. / 19. Mai 1908greg. in Charkow, Gouvernement Charkow) war ein russischer Physiker, Hochschullehrer und Erfinder. 

## Leben
Mykola Pyltschykow kam als Sohn von Dmytro Pyltschykow (1821–1893), einer adeligen ukrainischen öffentlichen und kulturellen Persönlichkeit in Poltawa zur Welt.
Er studierte von 1876 an Physik und Mathematik an der Universität Charkow und arbeitete an dieser bis 1894, von 1889 an als Professor. Zwischen 1894 und 1902 war er Professor an der Universität von Noworossijsk, und von 1902 bis 1908 am Technischen Institut Charkow.
Mykola Pyltschykow entdeckte eine Reihe von unbekannten Eigenschaften der Röntgenstrahlen sowie den Photovoltaik-Effekt und setzte ihn praktisch um.
Außerdem entdeckte er das Phänomen der elektronischen Fotografie, und entwickelte, auf der Grundlagenforschung der atmosphärischen Ionisierung und Lichtpolarisation, viele ausgeklügelte Geräte.
1884 wurde ihm von der Russischen Geographischen Gesellschaft die Große Silber-Medaille verliehen.
Er starb am 19. Mai 1908 unter ungeklärten Umständen auf tragische Weise in Charkow.